# نورمان كوبر
نورمان كوبر (بالإنجليزية: Norman Cooper)‏ هو لاعب كريكت ولاعب كرة قدم بريطاني (وحمل سابقاً جنسية المملكة المتحدة لبريطانيا العظمى وأيرلندا) في مركز نصف الجناح، ولد في 12 يوليو 1870 في المملكة المتحدة، وتوفي في 30 يوليو 1920 في المملكة المتحدة. شارك مع منتخب إنجلترا لكرة القدم. أما مع النوادي، فقد لعب مع Corinthian F.C. ‏ وCambridge University A.F.C. ‏.

## وصلات خارجية
- نورمان كوبر على موقع قاعدة بيانات كرة القدم.إي يو (الإنجليزية)
- نورمان كوبر على موقع ناشيونال فوتبول تيمز (الإنجليزية)